# Rinorea neglecta
Rinorea neglecta là một loài thực vật có hoa trong họ Hoa tím. Loài này được Sandwith miêu tả khoa học đầu tiên năm 1955.